# El casalot
El casalot (Bleak House en la seva edició original en anglès) és la novena novel·la de Charles Dickens, publicada en vint lliuraments entre març de 1852 i setembre de 1853. És considerada un dels cims indiscutibles de la novel·la europea del segle XIX.
La novel·la despulla amb mestria la complexitat de la vida dins la societat victoriana. Amb una particular combinació de tragèdia i sàtira, en aquesta novel·la Dickens transcendeix la crítica a la ineficàcia del sistema judicial anglès per assolir la major agudesa en el seu genial retrat dels contrasts de la societat del seu moment.

## Sinopsi
L’irresolt litigi judicial Jarndyce vs Jarndyce ha consumit més de cent mil lliures en costes i les parts del plet, antics descendents dels litigants incials, ja fins i tot desconeixen els motius del procés. Tan espès com la boira que envolta amb persistència el morós Tribunal de la Cancelleria, aquest cas condiciona la vida dels orfes Ada, Richard i Esther, els quals compten com a tutor amb l’honrat John Jarndyce, propietari de l’edifici conegut com “El Casalot”.

## Anàlisi literària
Dickens utilitza en la seua novel·la un narrador en primera persona, l'heroïna, Esther Summerson, i un narrador omniscient. Entre els personatges es troben l'advocat Tulkinhorn, l'encantador però depressiu John Jarndyce i l'infantil Harold Skimpole. La trama es refereix a una llarga disputa legal (Jarndyce i Jarndyce) que té conseqüències a llarg termini per a tots els involucrats. L'atac de Dickens contra el sistema judicial anglès es basa en part en la seua experiència com a empleat de lleis. La seua representació dura del procedir lent i antiquat de la Cancelleria dona veu a l'àmplia frustració amb el sistema, i sovint es considera un ajut al fet que, en acabant, es reformara en la dècada de 1870. Dickens escriu mentre la Cancelleria està sent reformada, les seues referències a institucions abolides al 1842 i 1852 fa pensar que l'obra en realitat l'escrigué abans del 1842. De tota manera, es podria discutir si aquesta datació és consistent amb alguns dels temes de la novel·la.

## Personatges i llocs
Com és habitual en Dickens, pren molts personatges i llocs reals, però els transforma en la novel·la. La filantròpica Sra. Jellyby, que es preocupa de projectes llunyans mentre oblida les seues tasques amb la seua família, és una crítica a les activistes feministes com Caroline Chisholm. Molta gent opina que l'"infantil" però clarament immoral personatge d'Harold Skimpole és un retrat de Leigh Hunt, però Dickens sempre ho negà. El Sr. Bouythorn, amic del Sr. Jarndyce, s'inspira en l'escriptor Walter Savage Landor. La novel·la inclou també un dels primers detectius que apareixen en la ficció anglesa, el Sr. Bucket. Aquest personatge deu basar-se en l'inspector Charles Frederick Field del llavors recentment creat Departament de Detectius de Scotland Yard. Dickens escrigué alguns articles periodístics sobre l'inspector i el treball dels detectius en Household Words.

## Protagonistes
- Esther Summerson, l'heroïna i narradora de part de la història, criada com a òrfena en ser desconeguda la identitat de sos pares.
- Richard Carstone, un pupil del plet Jarndyce i Jarndyce. Un personatge prou simple però inconstant que cau sota la maledicció del cas Jarndyce i Jarndyce.
- Ada Clare, una pupil·la del cas Jarndyce i Jarndyce. La millor amiga d'Esther, que s'enamora de Richard Carstone.
- John Jarndyce, part en el cas Jarndyce i Jarndyce, tutor de Richard, Ada i Esther, i propietari del casalot. Deprimit, sobretot quan bufa el "vent de l'est" i es veu obligat a retirar-se.

## Traduccions al català
El 2008 l'editorial Destino va publicar la traducció de l'anglès  per Xavier Pàmies Giménez.